# 布雷特·彼特曼
畢列·道格拉斯·比特文（英語：Brett Douglas Pitman，1988年1月31日—）出生於海峡群岛澤西島，是一名英格蘭足球運動員，司職前鋒，現時效力AFC Portchester。

## 生平

### 球會
早年
比特文在澤西島出生，成長時受到同樣來自海峡群岛的拿鐵斯和拿索斯（Graeme Le Saux）登陸英格蘭球壇的影響而立志仿傚。年僅16歲於為當地球隊聖保羅（St. Paul's）效力時被般尼茅夫發掘帶到英格蘭。
般尼茅夫
2005年8月24日在英格蘭聯賽盃第一圈作客對托基聯，於加時後補首次上陣，最終球隊在互射十二碼以4-3取勝；10月18日在英格蘭聯賽錦標南部第一圈主場對艾迪索特，他憑十二碼先拔頭籌，射入個人首個入球兼協助球隊4-1獲勝；2006年2月18日主場1-1賽和黑池，比特文於開賽後僅4分鐘近門頭球破網，是他首個聯賽入球。首個球季上陣23場及射入兩球，他於球隊遭遇財困時逐漸受到重用，2006/07年球季上陣30場及射入5球。
2007/08年球季比特文雖然在各項比賽上陣多達46場並射入7球，但般尼茅夫因債務重組被扣10分，最終季後降級英乙。
2008/09年球季般尼茅夫由於未能脫離債務重組，於新球季被扣減17分。2008年12月16日英格蘭足總盃第二圈作客非聯賽球隊斯巴坦斯（Blyth Spartans），比特文於下半場後補上陣，僅3分鐘後便因一次凶狠攔截，被球證直接出示紅牌驅逐離場，球隊最終0-1落敗出局。當每個人均認定般尼茅夫會於來季降班，而球隊亦因成績欠佳而三度易帥，直到2009年元旦埃迪·霍維上場後，將帥同心扭轉形勢，比特文下半季射入13球，協助球隊成功護級，他整季上陣45場及射入17球，其中包括對梳士貝利憑角球直接「灣」入及對罗奇代尔個人首演帽子戲法。雖然有傳聞他在季後離隊，仍有一年合約的比特文表示願意留隊。
2009/10年球季揭幕戰作客3-0擊敗貝利，比特文先拔頭籌射入新球季首個入球。而般尼茅夫亦在開季11戰取得10場勝仗，比特文亦與前鋒拍檔老將史提夫·費查（Steve Fletcher）合作無間，期間個人獨取7球，其中包括對保顿艾尔宾於完場前4分鐘一記25碼「窩利」為球隊全取3分，獲選9月份英乙「每月最佳球員」及PFA「球迷票選每月最佳球員」，他的拍檔形容其開季表現「著火」。比特文入球停不了，2009年10月24日對甘士比美妙的倒掛入球為球隊鎖定贏3-1；11月14日對巴拉福特入1球及11月21日對馬爾斯菲梅開二度，為球隊力保榜首席位，而個人累計已射入11球。2010年4月24日作客對保顿艾尔宾，比特文於下半場66分鐘以「半窩利」射入為球隊首開紀錄，兼取得個人本季第27個入球，結果2-0完場協助球隊提早兩輪確保自動升班席位。
2010年8月14日般尼茅夫升班英甲後首場主場及次場聯賽迎擊，比特文在短短16分鐘內連入三球演出帽子戲法，協助球隊大勝5-1完場。般尼茅夫在拒絕新升班英超黑池的首次出價後，兩會最終達成轉會費協議，據報初步為50萬英鎊，可提升至80萬英鎊及有其他附加條款，而比特文亦於8月19日前赴布隆菲尔德路球场接受體測及商討私人條件，但卻談不攏而宣佈交易拉倒。英冠球會布里斯托城隨即出手，於兩天後在網頁宣佈與般尼茅夫及比特文達成轉會協議，金額未有透露，待8月23日通過體測後正式生效，而比特文亦缺席球隊週六作客大勝的賽事，轉會後會與獲狼隊外借到布里斯托城半個球季的前鋒舊拍檔森·禾基斯重逢。
布里斯托城
2010年8月23日比特文正式加盟布里斯托城，簽約三年。11月20日比特文第13場為布里斯托城上陣主場對莱斯特城，才射入加盟後的首個入球，但接著的兩場賽事，分別在對錫菲聯及打比郡均梅開二度，協助球隊逐漸脫離降班區域。
重返般尼茅夫
2012年11月20日，比特文以借用身份重返英甲球會般尼茅夫,並可能於冬季轉會窗重開時改為永久轉會。比特文以借用身份期間上陣7場射入3球般尼茅夫未曾落敗。
2013年1月3日，比特文正式從英冠布里斯托城轉會英甲般尼茅夫簽約三年半，轉會費未有透露。

### 國家隊
比特文代表澤西島參賽每隔兩年舉行的島國運動會。

## 外部連結
- 足球数据库：布雷特·彼特曼的球员统计数据
- 般尼茅夫官網簡歷 （页面存档备份，存于）
- 布里斯托城官網簡歷